# 守标蒜属
守标蒜属（学名：Shoubiaonia）是石蒜科下的一个属。模式标本为仅产自云南石屏的云南守标蒜。属名Shoubiaonia是致敬中国植物学家周守标。

## 下属物种
本属包括以下物种：
- 云南守标蒜 Shoubiaonia yunnanensis W.H. Qin, W.Q. Meng & K. Liu[3]